# 해피 고 럭키
《해피 고 럭키》(영어: Happy-Go-Lucky)는 2008년에 개봉한 영국의 코미디 드라마 영화로, 마이크 리가 감독, 각본을 맡았다. 쾌활하고 낙관적인 초등학교 교사와 그녀의 주변 관계에 대한 내용을 담고 있다.
영화는 평단으로부터 대체로 호평을 얻었다. 2009년 제81회 아카데미상에서 각본상 후보에 올랐으며, 제58회 베를린 국제 영화제에서 황금곰상 후보에 지명되고 샐리 호킨스가 은곰상 여우 주연상을 수상하였다.

## 출연진
- 샐리 호킨스 - 폴린 “포피” 크로스 역
- 에디 마선 - 스콧 역
- 알렉시스 지거먼 - 조이 역
- 앤드리아 라이즈버러 - 돈 역
- 시네이드 매슈스 - 앨리스 역
- 실베스트라 러투절 - 헤더 역
- 새뮤얼 루킨 - 팀 역
- 캐럴라인 마틴 - 헬렌 역
- 올리버 몰트먼 - 제이미 역
- 논소 아노지에 - 에즈라 역
- 커리나 퍼낸데즈 - 플라멩코 교사 역